# Futbol'nyj Klub Dinamo Moskva 2016-2017
Questa voce raccoglie le informazioni riguardanti il Futbol'nyj Klub Dinamo Mosca nelle competizioni ufficiali della stagione 2016-2017. 

## Stagione
La Dinamo Mosca si riprese immediatamente dalla retrocessione della precedente stagione, vincendo la PFN Ligi e conquistando la Prem'er-Liga.

## Maglie
| Manica sinistra · Maglietta · Maglietta · Manica destra · Pantaloncini · Pantaloncini · Calzettoni · Calzettoni | Manica sinistra · Maglietta · Maglietta · Manica destra · Pantaloncini · Pantaloncini · Calzettoni · Calzettoni |

## Rosa
| N. |                        | Ruolo | Calciatore       |
| -- | ---------------------- | ----- | ---------------- |
| 1  | Russia (bandiera)      | P     | Anton Šunin      |
| 2  | Russia (bandiera)      | D     | Grigorij Morozov |
| 3  | Svezia (bandiera)      | D     | Sebastian Holmén |
| 4  | Russia (bandiera)      | D     | Vladimir Rykov   |
| 7  | Bielorussia (bandiera) | D     | Stanislaŭ Drahun |
| 8  | Russia (bandiera)      | A     | Kirill Pančenko  |
| 9  | Russia (bandiera)      | A     | Pavel Pogrebnjak |
| 10 | Russia (bandiera)      | C     | Aleksandr Zotov  |
| 11 | Russia (bandiera)      | D     | Ivan Temnikov    |
| 12 | Russia (bandiera)      | D     | Dmitri Belorukov |
| 13 | Russia (bandiera)      | D     | Sergej Terekhov  |
| 14 | Russia (bandiera)      | C     | Ivan Markelov    |
| 21 | Montenegro (bandiera)  | A     | Fatos Bećiraj    |
| 22 | Russia (bandiera)      | P     | Igor' Leščuk     |
| 23 | Russia (bandiera)      | D     | Anton Sosnin     |

| N. |                                 | Ruolo | Calciatore         |
| -- | ------------------------------- | ----- | ------------------ |
| 25 | Russia (bandiera)               | D     | Aleksej Kozlov     |
| 26 | Russia (bandiera)               | D     | Nikita Kalugin     |
| 29 | Australia (bandiera)            | D     | Luke Wilkshire     |
| 33 | Russia (bandiera)               | D     | Anton Ivanov       |
| 41 | Russia (bandiera)               | C     | Aleksandr Sapeta   |
| 42 | Russia (bandiera)               | P     | Sergej Narubin     |
| 43 | Russia (bandiera)               | P     | Stanislav Čerčesov |
| 48 | Russia (bandiera)               | A     | Evgenij Lutsenko   |
| 77 | Russia (bandiera)               | C     | Anatolij Katrič    |
| 87 | Russia (bandiera)               | C     | Valerij Saramutin  |
| 88 | Russia (bandiera)               | C     | Aleksandr Tašajev  |
| 90 | Russia (bandiera)               | A     | Nikolaj Obol'skij  |
| 96 | Russia (bandiera)               | C     | Maksim Kuzmin      |
| 98 | Russia (bandiera)               | C     | Anton Terekhov     |
|    | Bosnia ed Erzegovina (bandiera) | D     | Toni Šunjić        |

## Risultati

### Campionato
| Chimki 11 luglio 2016 1ª giornata | Dinamo Mosca | 3 – 0 referto | Tjumen' | Arena Chimki |

| Krasnojarsk 16 luglio 2016 2ª giornata | Enisej | 0 – 0 referto | Dinamo Mosca | Stadio Centrale |

| Chimki 23 luglio 2016 3ª giornata | Dinamo Mosca | 3 – 1 referto | Neftechimik | Arena Chimki |

| Chimki 27 luglio 2016 4ª giornata | Dinamo Mosca | 2 – 1 referto | Baltika | Arena Chimki |

| San Pietroburgo 31 luglio 2016 5ª giornata | Zenit-2 | 1 – 1 referto | Dinamo Mosca | Stadio SK Petrovskij |

| Chimki 6 agosto 2016 6ª giornata | Dinamo Mosca | 5 – 0 referto | Volgar' Astrachan' | Arena Chimki |

| Nal'čik 13 agosto 2016 7ª giornata | Spartak-Nal'čik | 0 – 1 referto | Dinamo Mosca | Stadio Spartak |

| Chimki 17 agosto 2016 8ª giornata | Dinamo Mosca | 3 – 2 referto | Luč-Ėnergija | Arena Chimki |

| Chimki 22 agosto 2016 9ª giornata | Dinamo Mosca | 1 – 2 referto | Spartak-2 Mosca | Arena Chimki |

| Chimki 28 agosto 2016 10ª giornata | Dinamo Mosca | 0 – 1 referto | Tosno | Arena Chimki |

| Tambov 3 settembre 2016 11ª giornata | Tambov | 1 – 2 referto | Dinamo Mosca | Spartak Stadium |

| Chimki 10 settembre 2016 12ª giornata | Dinamo Mosca | – referto | SKA-Chabarovsk | Arena Chimki |

| Chimki 12 ottobre 2016 13ª giornata | Chimki | 0 – 0 referto | Dinamo Mosca | Arena Chimki |

| Chimki 26 settembre 2016 14ª giornata | Dinamo Mosca | 1 – 0 referto | Sibir' | Arena Chimki |

| Saransk 2 ottobre 2016 15ª giornata | Mordovija | 0 – 1 referto | Dinamo Mosca | Start Stadion |

| Chimki 8 ottobre 2016 16ª giornata | Dinamo Mosca | 1 – 0 referto | Kuban' | Arena Chimki |

| Voronež 15 ottobre 2016 17ª giornata | Fakel Voronež | 2 – 1 referto | Dinamo Mosca | Stadio Centrale |

| Chimki 22 ottobre 2016 18ª giornata | Dinamo Mosca | 1 – 1 referto | Sokol Saratov | Arena Chimki |

| Jaroslavl' 30 ottobre 2016 19ª giornata | Šinnik | 2 – 3 referto | Dinamo Mosca | Stadio Šinnik |

| Chimki 5 novembre 2016 20ª giornata | Dinamo Mosca | 2 – 2 referto | Enisej | Arena Chimki |

| Nižnekamsk 9 novembre 2016 21ª giornata | Neftechimik | 0 – 1 referto | Dinamo Mosca | Stadio Neftechimik |

| Kaliningrad 13 novembre 2016 22ª giornata | Baltika | 0 – 3 referto | Dinamo Mosca | Stadio Baltika |

| Chimki 19 novembre 2016 23ª giornata | Dinamo Mosca | 0 – 0 referto | Zenit-2 | Arena Chimki |

| Astrachan' 26 novembre 2016 24ª giornata | Volgar' Astrachan' | 0 – 1 referto | Dinamo Mosca | Stadio Centrale |

| Chimki 8 marzo 2017 25ª giornata | Dinamo Mosca | 1 – 1 referto | Spartak-Nal'čik | Arena Chimki |

| Chimki 12 marzo 2017 26ª giornata | Luč-Ėnergija | 0 – 2 referto | Dinamo Mosca | Arena Chimki |

| Mosca 19 marzo 2017 27ª giornata | Spartak-2 Mosca | 1 – 1 referto | Dinamo Mosca | Otkrytie Arena |

| Velikij Novgorod 26 marzo 2017 28ª giornata | Tosno | 1 – 2 referto | Dinamo Mosca | Stadio Ėlektron |

| Chimki 1º aprile 2017 29ª giornata | Dinamo Mosca | 3 – 0 referto | Tambov | Arena Chimki |

| Chabarovsk 8 aprile 2017 30ª giornata | SKA-Chabarovsk | 2 – 3 referto | Dinamo Mosca | Stadio Lenin |

| Chimki 12 aprile 2017 31ª giornata | Dinamo Mosca | 0 – 0 referto | Chimki | Arena Chimki |

| Novosibirsk 17 aprile 2017 32ª giornata | Sibir' | 1 – 3 referto | Dinamo Mosca | Spartak Stadium |

| Chimki 23 aprile 2017 33ª giornata | Dinamo Mosca | 2 – 1 referto | Mordovija | Arena Chimki |

| Krasnodar 29 aprile 2017 34ª giornata | Kuban' | 0 – 1 referto | Dinamo Mosca | Stadio Kuban' |

| Chimki 6 maggio 2017 35ª giornata | Dinamo Mosca | 0 – 1 referto | Fakel Voronež | Arena Chimki |

| Saratov 10 maggio 2017 36ª giornata | Sokol Saratov | 0 – 3 referto | Dinamo Mosca | Stadio Lokomotiv |

| Chimki 14 maggio 2017 37ª giornata | Dinamo Mosca | 1 – 0 referto | Šinnik | Arena Chimki |

| Tjumen' 20 maggio 2017 38ª giornata | Tjumen' | 0 – 2 referto | Dinamo Mosca | Stadio Geolog |

### Coppa di Russia
| Kaliningrad 25 agosto 2016 Sedicesimi di finale | Baltika | 1 – 3 referto | Dinamo Mosca | Stadio Baltika |

| Chimki 21 settembre 2016 Ottavi di finale | Dinamo Mosca | 4 – 0 referto | Rostov | Arena Chimki |

| Velikij Novgorod 26 ottobre 2016 Quarti di finale | Tosno | 3 – 2 referto | Dinamo Mosca | Stadio Ėlektron |